# Lauro César Muniz
Lauro César Martins Amaral Muniz, mais conhecido como Lauro César Muniz (Ribeirão Preto, 16 de janeiro de 1938) é um autor e escritor brasileiro. Ganhou projeção nacional com a comédia O Santo Milagroso. Autor de sucessos como Escalada, O Salvador da Pátria, Chiquinha Gonzaga, Cidadão Brasileiro e Poder Paralelo.

## Vida pessoal
Lauro nasceu em Ribeirão Preto, no interior de São Paulo. Filho do comerciante de algodão Renato Amaral Muniz e da professora Clotilde Martins Amaral Muniz, graduou-se em Engenharia Civil pela Universidade Presbiteriana Mackenzie. Em seguida, fez parte da primeira turma do Curso de Dramaturgia da Escola de Arte Dramática (EAD), formando-se em 1962.
Foi casado com Ivanise Leite entre 1964 e 1968, com quem teve dois filhos, Ricardo e Fernanda. Entre 1972 e 1981 foi casado com Sueli de Godói, adotando a filha dela do primeiro casamento, a atriz Marcela Muniz. Entre 1982 e 1992 foi casado com Regina Célia e teve mais dois filhos: Marília e Renato. Foi casado com a atriz Bárbara Bruno de 2004 a 2021.
Atualmente é casado com Mayara Magri, o qual assumiram publicamente a relação em março de 2022, apesar de terem realizado o casamento em 2021.

## Carreira

### 1959–69: Início na Tupi e Excelsior
Iniciou sua carreira de dramaturgo em 1959 com a peça Este Ovo é um Galo, sátira à Revolução Constitucionalista de 1932. Em 1963, é encenada a peça que lhe daria maior projeção, O Santo Milagroso (obra que trata de maneira inventiva e divertida as contradições religiosas de uma cidade do interior), depois adaptada para cinema e televisão. Na mesma década destacam-se outros textos teatrais seus, A Morte do Imortal e O Líder, este marcado por um viés ideológico e dirigido por Augusto Boal. Em 1966 escreve sua primeira telenovela, Ninguém Crê em Mim, produzida pela TV Excelsior e considerada a primeira "novela de autor" da teledramaturgia. Na mesma emissora escreveria ainda uma adaptação para o formato telenovela do romance O Morro dos Ventos Uivantes. Depois vai para a Rede Tupi, na qual escreve Estrelas no Chão, exibida em 1967, novela na qual tenta uma revolução temática e linguística que só alcançaria sucesso no ano seguinte, com Beto Rockfeller, de Bráulio Pedroso.

### 1970–80: Sucesso na Record e Globo
Em 1970, escreve uma bem-sucedida novela adaptando o romance As Pupilas do Senhor Reitor, de Júlio Dinis, para uma produção da TV Record, emissora na qual faria ainda Os Deuses Estão Mortos e sua sequência Quarenta Anos Depois, duas tramas que abordaram a trajetória de poderosas famílias do interior paulista no período de transição da Monarquia para a República. Sua estreia na Rede Globo acontece em 1972, escrevendo o seriado Shazan, Xerife & Cia.. Três meses depois, foi convocado para substituir o autor Bráulio Pedroso na tarefa de escrever O Bofe. Trabalho considerado satisfatório, Lauro então recebe carta branca para elaborar uma história como autor principal e estreia de fato como novelista na emissora com Carinhoso, que desenvolvera inspirado na trama do filme Sabrina, de Billy Wilder, com Audrey Hepburn, Humphrey Bogart e William Holden. Na novela, os personagens correspondiam aos de Regina Duarte, Cláudio Marzo e Marcos Paulo, respectivamente. Em 1974, começa junto com Gilberto Braga a escrita da novela Corrida do Ouro, outra comédia inspirada nos clássicos de Hollywood, mas acaba levando a empreitada adiante sozinho a partir de um determinado ponto, já que Gilberto, inexperiente à época, não se habituou ao ritmo de trabalho.
Seu primeiro grande sucesso na Globo (e uma das mais representativas telenovelas brasileiras) vem em 1975, no horário nobre das 20h: Escalada, que conta a trajetória de Antônio Dias (Tarcísio Meira), personagem inspirado no próprio pai de Lauro César, da juventude à velhice, passando por suas lutas políticas e sociais, o casamento infeliz, a busca pela felicidade ao lado do grande amor e até mesmo sua incursão no processo de construção de Brasília, indo dos anos 1930 à atualidade, 75. Depois, inova a narrativa em telenovela ao contar três épocas distintas ao mesmo tempo em O Casarão, inquietante e poética abordagem da decadência de uma cidade produtora de café do interior de São Paulo e da transformação comportamental dos personagens ali envolvidos através dos tempos. Traz os bastidores do mundo artístico em Espelho Mágico, interessante trama de metanovela que, devido à complexidade de sua proposta, não alcança nenhum êxito. No ano de 1979 acompanha o grande sucesso de sua peça Sinal de Vida no teatro (obra quase autobiográfica, versa sobre os problemas de um dramaturgo com o meio televisivo e com a repressão política) e a polêmica e pouca aceitação de Os Gigantes, trama do horário nobre. O resultado aquém da expectativa acarreta a saída de Lauro César da Rede Globo.

### 1981–05: Passagem pela Band e volta à Globo
Ingressa na Rede Bandeirantes e em 1981 vai ao ar sua única novela nessa emissora, Rosa Baiana. Após seu trabalho na Rede Bandeirantes, Lauro escreveu uma história para a TV chilena, La gran mentira, em 1982. Em 1983, com a inesperada morte do ator Jardel Filho e o abandono de Manoel Carlos do roteiro de sua novela Sol de Verão, Lauro volta à Globo e escreve, ao lado de Gianfrancesco Guarnieri, os 17 capítulos finais da história. Em 1984 vai ao ar, às 19 horas, Transas e Caretas, uma interessante trama de comédia sobre o choque entre o comportamento moderno e a tradição, mas que também teve repercussão truncada, principalmente devido à mal resolvida parte final e à ação da Censura, que prejudicou o desenvolvimento da história. No ano seguinte elabora o argumento de Um Sonho a Mais e depois acaba assumindo a autoria da novela (junto com Mário Prata), que enfrentou muitos problemas por ter sido considerada "ousada demais". Também em 1985, já sob a Nova República, estreia a sua peça Direita, Volver, elogiada abordagem do posicionamento da classe média brasileira durante o regime militar. Em 1986 é o ano de sua volta à faixa nobre com o grande sucesso Roda de Fogo, um dos pontos altos de sua carreira, obra desenvolvida com Marcílio Moraes e vista como uma das mais bem escritas telenovelas, importante crítica social ao meio empresarial e político brasileiro que incorporou elementos do thriller do cinema norte-americano e consagrou definitivamente Tarcísio Meira e Eva Wilma na televisão.
Em 1989 preocupado com os rumos do Brasil e consciente de que aquele, no qual seriam realizadas eleições presidenciais diretas depois de quase 30 anos, seria um ano importante para o país—demonstra sua apreensão já no título de outro sucesso seu, exibido naquele ano: O Salvador da Pátria, que fora acusada de fazer uma espécie de "apologia ao contrário" ao então candidato à Presidência pelo PT, Luiz Inácio Lula da Silva. A novela, na verdade, se tratava de uma adaptação do filme O Crime do Zé Bigorna, escrito pelo próprio Lauro César Muniz em 1977, que por sua vez tinha sido baseado em um episódio de mesmo nome escrito pelo autor para o programa Caso Especial, da Rede Globo, em 1974. A novela foi saudada como a primeira da história do horário nobre totalmente livre da antiga censura do regime militar, mas ironicamente sofreu vários cortes oriundos da alta cúpula da emissora, incomodada com a provocativa trama. No início da década de 1990 foi o autor, junto com Dias Gomes e Ferreira Gullar, da novela Araponga (sátira a filmes e livros de espionagem protagonizada por Tarcísio Meira), que, apesar de ter reinaugurado a faixa das 22 horas, fato este muito celebrado pela imprensa na época, perdia em audiência para Pantanal, sucesso de Benedito Ruy Barbosa exibido pela Rede Manchete. Esta foi uma das poucas vezes, desde o fim da Rede Tupi, que uma novela da Globo não conseguiu se manter em primeiro lugar na audiência.
Neste mesmo período, Muniz escreve a peça Luar em Preto e Branco, sucesso de crítica e público estrelado por Raul Cortez e Célia Helena. Nos anos seguintes reescreve Transas e Caretas para a televisão chilena (sob o título Trampas y Caretas) e atua como supervisor de texto de Carlos Lombardi em Perigosas Peruas (1992) e de Marcílio Moraes em Sonho Meu (1993). Em 1996, assume o texto de Quem É Você no lugar de Solange Castro Neves. Muniz foi escalado como o supervisor de texto da novela, inspirada em uma sinopse de Ivani Ribeiro, mas acabou substituindo a autora após o fracasso de audiência dos primeiros capítulos. Em 1997, retorna ao horário das 19 horas com Zazá, novela protagonizada por Fernanda Montenegro que foi prejudicada pelos esticamentos impostos pela emissora. Logo após escreve duas minisséries: Chiquinha Gonzaga (1999) e Aquarela do Brasil (2000). A primeira foi um grande sucesso e a segunda foi prejudicada por problemas do autor com o diretor Jayme Monjardim e com a própria emissora, que cortou partes da história e colocava muito tarde no ar.

### 2006–15: Volta à Record e breve retorno à Globo
Depois de cinco anos sem emplacar nenhum de seus projetos na Rede Globo, entre os quais uma minissérie sobre o poeta Castro Alves e uma outra de nome A Imperatriz do Café, Muniz voltou para a Record após cerca de 35 anos e desenvolveu uma nova história, de nome Cidadão Brasileiro, para o horário nobre. A trama tem elementos de sua clássica Escalada aliados a temas de O Casarão e seu eixo central é a ascensão de um homem, da juventude à velhice, interpretado por Gabriel Braga Nunes. A novela conseguiu satisfatórios índices de audiência e foi bastante elogiada pela crítica especializada. Também escreveu Poder Paralelo, novela das 22 horas que estreou na segunda quinzena de março de 2009 como substituta de Chamas da Vida e que, apesar de um agudo esticamento imposto pela emissora, igualmente colheu boas críticas da crítica especializada. As primeiras cenas da novela, estrelada dentre outros por Miriam Freeland, Tuca Andrada, Gabriel Braga Nunes e Nicola Siri, foram gravadas na cidade italiana de Palermo.
Em 2012 escreveu a telenovela Máscaras, baseada em uma história de diferentes pessoas que são enviados misteriosamente para o mesmo cruzeiro e a qual as vidas começam a se cruzar durante um fato policial ocorrido na viagem. Contou com Fernando Pavão, Paloma Duarte, Miriam Freeland, Heitor Martinez, Petrônio Gontijo e Giselle Itié nos papéis principais. A novela enfrentou diversos problemas, como a controvérsia com Luíza Tomé, que disse em suas redes sociais que estava desprestigiada por sua personagem, que gradativamente foi desaparecendo da história, e pediu para o autor matá-la na trama: "Não é a primeira novela que faço do Lauro, mas com certeza será a ultima, me sinto humilhada". Outra problemática foi a história, que acabou não cativando o público, perdendo gradativamente a audiência, além de receber diversas críticas negativas, e fazendo com que a emissora encurtasse a trama em cerca de 80 capítulos. O último capítulo de Máscaras chegou ao fim com apenas 6 pontos, resultado insatisfatório para a Record, uma vez que a antecessora, Vidas em Jogo, havia acabado com 18 pontos. Estes fatores foram primordiais para que a emissora dispensasse o autor em 2013, após o fim de Máscaras, optando por não renovar o contrato. Lauro havia escrito duas sinopses de minisséries após a novela, uma contemporânea e outra biográfica sobre o músico Carlos Gomes, ambas que acabaram sendo descartadas pela emissora quando decidiu dispensá-lo.
Em setembro de 2015, após dois anos sem contrato, Lauro retorna à Rede Globo depois de dez anos. No entanto, em dezembro do mesmo ano, é dispensado pela emissora com apenas três meses de contrato, uma vez que não havia nenhum horário disponível na grade de telenovelas e minisséries para Lauro nos próximos anos, ocupados pelos trabalhos agendados de outros autores, deixando a Globo sem nenhum projeto realizado durante esta estadia.

### 2016–presente: Outros projetos
Em 2016 foi contratado pela emissora chilena TVN para ajudar na reestruturação da teledramaturgia. Em 2019 foi supervisor de texto da telenovela chilena Amor a la Catalán, do Canal 13.

## Obras

### Cinema
No cinema, escreveu e colaborou em roteiros de filmes, como Independência ou Morte (1972), de Carlos Coimbra, A Superfêmea (1972), de Aníbal Massaini Neto, O Crime do Zé Bigorna (1977), de Anselmo Duarte (originado do Caso Especial de sua autoria exibido em 1974 pela Rede Globo), A Próxima Vítima (1983), de João Batista de Andrade, Capitalismo Selvagem (1993), de André Klotzel, Forever (1989) e As Feras (1995), de Walter Hugo Khouri.

### Teatro
| 2010 | 19 Centímetros                     |
| 2004 | O Santo Parto                      |
| 1992 | Luar em Preto e Branco             |
| 1985 | Direita, Volver!                   |
| 1981 | A Corrente para Frente             |
| 1979 | Sinal de Vida                      |
| 1978 | O Mito                             |
| 1975 | A Tuba                             |
| 1975 | A Feira do Adultério               |
| 1969 | A Comédia Atômica                  |
| 1968 | O Líder                            |
| 1966 | A Morte do Imortal                 |
| 1966 | A Infidelidade ao Alcance de Todos |
| 1964 | Nu para Vinícius                   |
| 1963 | O Santo Milagroso                  |
| 1959 | Este Ovo é um Galo                 |

### Televisão
| Telenovelas | Telenovelas                 | Telenovelas                     | Telenovelas                  | Telenovelas                          | Telenovelas |
| Ano         | Trabalho                    | Escalação                       | Emissora                     | Parceiros Titulares                  |             |
| ----------- | --------------------------- | ------------------------------- | ---------------------------- | ------------------------------------ | ----------- |
| 2019        | Amor a la Catalán           | supervisão de texto             | Canal 13                     | Vicente Sabatini                     |             |
| 2012        | Máscaras                    | autor principal                 | RecordTV                     | Renato Modesto                       |             |
| 2009        | Poder Paralelo              | autor principal                 | RecordTV                     |                                      |             |
| 2006        | Cidadão Brasileiro          | autor principal                 | RecordTV                     | Rosane Lima                          |             |
| 1997        | Zazá                        | autor principal                 | TV Globo                     |                                      |             |
| 1996        | Quem é Você?                | supervisão / co-autor           | TV Globo                     | Ivani Ribeiro e Solange Castro Neves |             |
| 1994        | As Pupilas do Senhor Reitor | argumento                       | SBT                          | Bosco Brasil e Ismael Fernandes      |             |
| 1993        | Sonho Meu                   | supervisão de texto             | TV Globo                     | Marcílio Moraes                      |             |
| 1992        | Perigosas Peruas            | supervisão de texto             | TV Globo                     | Carlos Lombardi                      |             |
| 1990        | Araponga                    | autor principal                 | TV Globo                     | Dias Gomes e Ferreira Gullar         |             |
| 1989        | O Salvador da Pátria        | autor principal                 | TV Globo                     |                                      |             |
| 1987        | Mandala                     | colaborador em alguns capítulos | TV Globo                     | Marcílio Moraes                      |             |
| 1986        | Roda de Fogo                | autor principal                 | TV Globo                     | Marcílio Moraes                      |             |
| 1985        | Um Sonho a Mais             | autor principal                 | TV Globo                     | Daniel Más                           |             |
| 1984        | Transas e Caretas           | autor principal                 | TV Globo                     |                                      |             |
| 1983        | Las Herederas               | argumento de Corrida do Ouro    | Canal 13                     |                                      |             |
| 1983        | Sol de Verão                | final                           | TV Globo                     | Manoel Carlos                        |             |
| 1982        | La Gran Mentira             | argumento de Carinhoso          | Televisión Nacional de Chile | Néstor Castagno                      |             |
| 1981        | Rosa Baiana                 | autor principal                 | Rede Bandeirantes            |                                      |             |
| 1979        | Os Gigantes                 | autor principal                 | TV Globo                     |                                      |             |
| 1977        | Espelho Mágico              | autor principal                 | TV Globo                     |                                      |             |
| 1976        | O Casarão                   | autor principal                 | TV Globo                     |                                      |             |
| 1975        | Escalada                    | autor principal                 | TV Globo                     |                                      |             |
| 1974        | Corrida do Ouro             | autor principal                 | TV Globo                     | Gilberto Braga                       |             |
| 1973        | Carinhoso                   | autor principal                 | TV Globo                     |                                      |             |
| 1972        | O Bofe                      | final                           | TV Globo                     | Bráulio Pedroso                      |             |
| 1971        | Quarenta Anos Depois        | autor principal                 | RecordTV                     |                                      |             |
| 1971        | Os Deuses Estão Mortos      | autor principal                 | RecordTV                     |                                      |             |
| 1970        | As Pupilas do Senhor Reitor | autor principal                 | RecordTV                     |                                      |             |
| 1967        | Estrelas no Chão            | autor principal                 | Rede Tupi                    |                                      |             |
| 1967        | O Morro dos Ventos Uivantes | autor principal                 | TV Excelsior                 |                                      |             |
| 1966        | Ninguém Crê em Mim          | autor principal                 | TV Excelsior                 |                                      |             |

| Séries e Minisséries | Séries e Minisséries  | Séries e Minisséries | Séries e Minisséries | Séries e Minisséries | Séries e Minisséries |
| Ano                  | Trabalho              | Escalação            | Emissora             | Parceiros Titulares  |                      |
| -------------------- | --------------------- | -------------------- | -------------------- | -------------------- | -------------------- |
| 2000                 | Aquarela do Brasil    | autor principal      | Rede Globo           |                      |                      |
| 1999                 | Chiquinha Gonzaga     | autor principal      | Rede Globo           |                      |                      |
| 1974                 | O Crime do Zé Bigorna | autor principal      | Rede Globo           |                      |                      |
| 1972                 | Shazan, Xerife & Cia. | autor principal      | Rede Globo           | Walter Negrão        |                      |
| 1967                 | A de Amor             | autor principal      | Rede Tupi            |                      |                      |

### Livros
| Ano  | Título                                                   |
| ---- | -------------------------------------------------------- |
| 1966 | A Morte do Imortal                                       |
| 1973 | O Santo Milagroso                                        |
| 1979 | Sinal de Vida                                            |
| 1985 | Carinhoso                                                |
| 1985 | Um Semblante Latino, as Vísceras de Todos Joaquim Mattar |
| 1987 | Escalada                                                 |
| 1987 | Telenovelas - Roda de Fogo                               |
| 1993 | O Parto da Tuba                                          |
| 2014 | Obras Completas de Lauro César Muniz                     |

## Prêmios e indicações
Entre os prêmios que conquistou em sua carreira, estão dois prêmios com a peça Este Ovo é um Galo (1959), sátira da Revolução Constitucionalista. Em 1963, recebeu o Troféu APCA (Associação Paulista de Críticos de Arte) de Revelação de Autor pela peça O Santo Milagroso, que foi remontada e transformada em um especial para a televisão. A experiência rendeu ao autor um prêmio no Festival Internacional de Cinema e Televisão de Nova York. No mesmo ano, pela adaptação cinematográfica dessa peça ganhou Melhor Filme no Festival de Santa Rita do Passa Quatro (SP). Em 1987, ganhou o Troféu Imprensa de melhor novela pela trama Roda de Fogo. Em 1979, a peça Sinal de Vida, que lhe confere o Prêmio Molière. Em 2004, sua peça O Santo Parto, que recebeu cinco indicações para o Prêmio Shell de Teatro do Rio de Janeiro.